# Place Raoul Wallenberg
Raoul Wallenbergs torg est une place du quartier de Norrmalm à Stockholm en Suède.

## Présentation
Raoul Wallenbergs torg est une place commémorative située à côté de Nybroplan et du parc Berzelii. Elle est nommée en l'honneur du diplomate suédois Raoul Wallenberg.
La place a été inaugurée le 11 décembre 1987.
La place de 500 mètres carrés permet d'accéder au théâtre dramatique royal.

## Histoire
Au cours des années 1950 et 1960, les bus gris argenté de l'aéroport SAS circulaient de cet endroit à l'Aéroport de Stockholm-Bromma. À cet effet, des salles d'attente spéciales, appelées pavillons de vol, ont été construites. Cependant, pendant la construction, il leur a été interdit d'abattre un saule qui poussait sur le site, ce qui a incité l'architecte à concevoir les pavillons avec le saule continuant à  pousser sur le toit. Aujourd'hui, il ne reste plus ni les pavillons de l'aviation ni le saule.
Au début des années 1990, un jury a été nommé, présidé par Per Wästberg, pour sélectionner un mémorial à Raoul Wallenberg à ériger sur la place. 
En octobre 1998, le jury a décidé de sélectionner la proposition de l'artiste danoise Kirsten Ortwed, Till Raoul Wallenberg. 
Le mémorial, composé de douze sculptures en pierre ressemblant à des sphinx coulées en bronze, ainsi que de la signature de Raoul Wallenberg (également en bronze), a été inauguré le 24 août 2001 par le roi Charles XVI Gustave.
En juin 2006, un autre mémorial a été érigé sur la place, il sagit de Vägen, conçu par les architectes Aleksander Wolodarski et Gabriel Herdevall à la demande de la communauté juive et de la ville de Stockholm. 
Il s'agit d'une sphère en pierre portant l'inscription « Vägen var ofta rak där judar fördes bort för att dödas », (La route était souvent droite là où les Juifs étaient emmenés pour être tués) d'où partait une rue pavée avec des voies ferrées menant à la Grande Synagogue de Stockholm. 
Seules les manifestations culturelles sont autorisées dans l'espace événementiel. 
Aucun événement dont le but est de promouvoir un produit ou une entreprise n'est autorisé. 
Une cérémonie a lieu sur la place lors de la Journée internationale dédiée à la mémoire des victimes de l'Holocauste, le 27 janvier de chaque année.

## Galerie

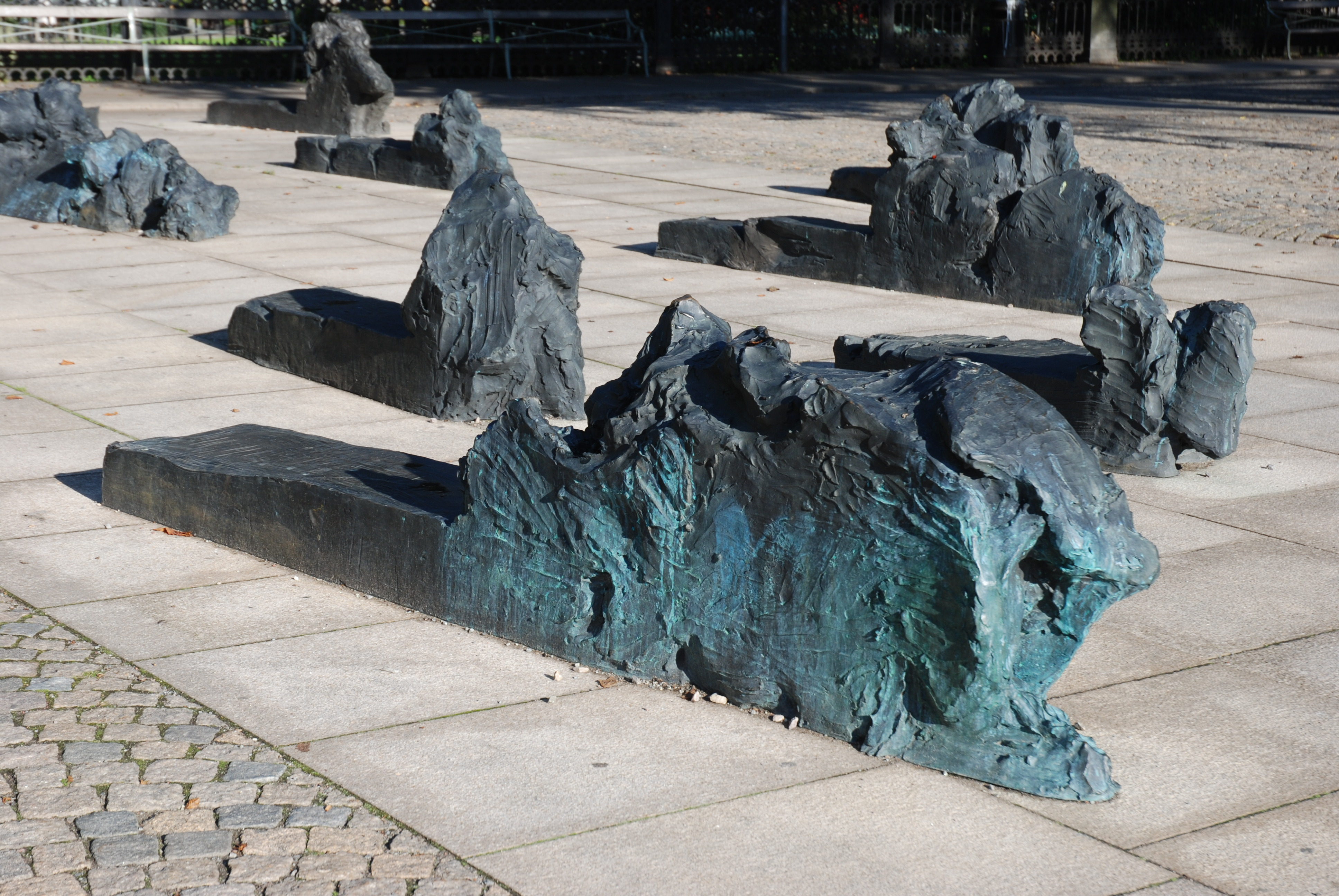
Détail de la sculpture Till Raoul Wallenberg de Kirsten Ortwed.
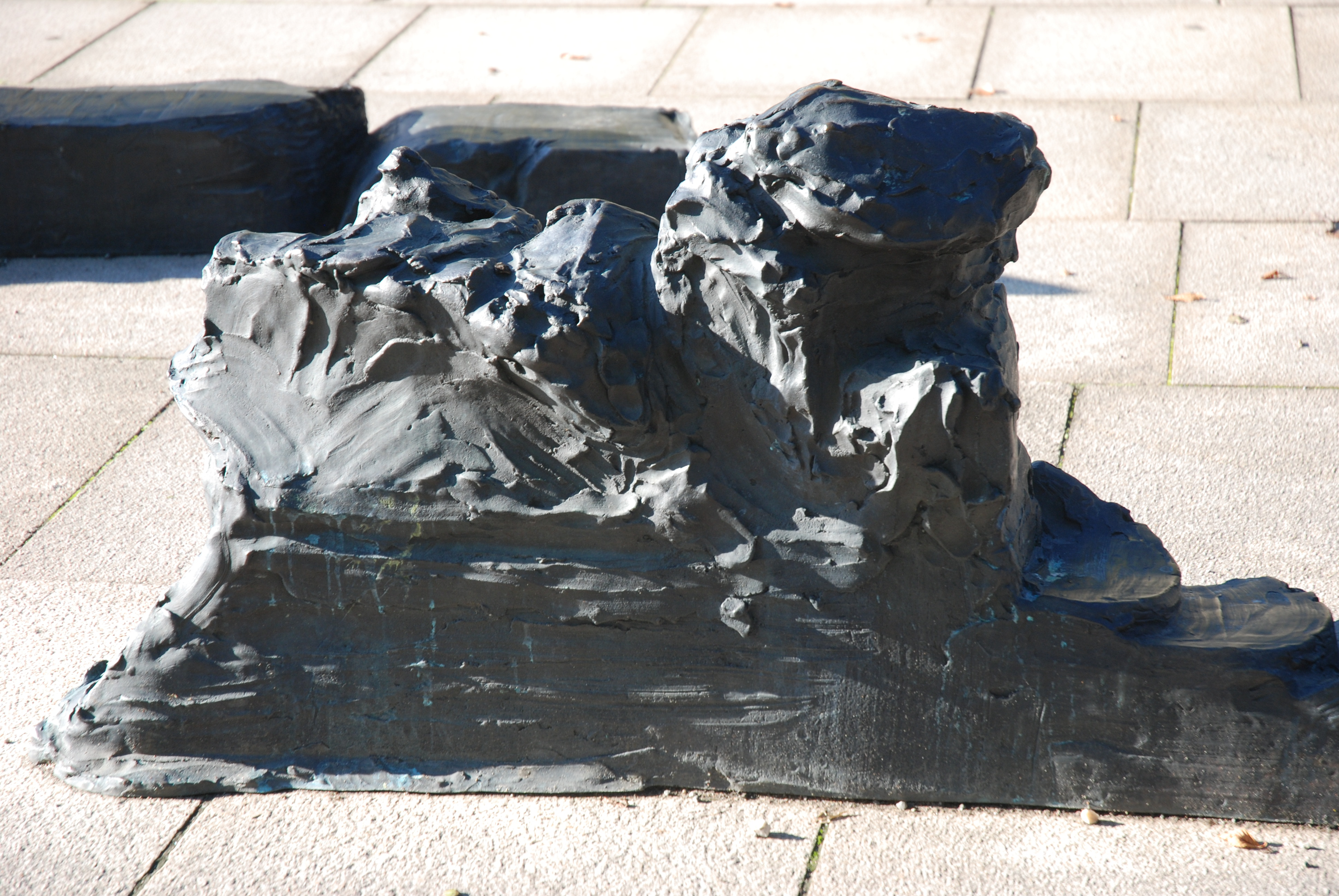
Détail de la sculpture Till Raoul Wallenberg.
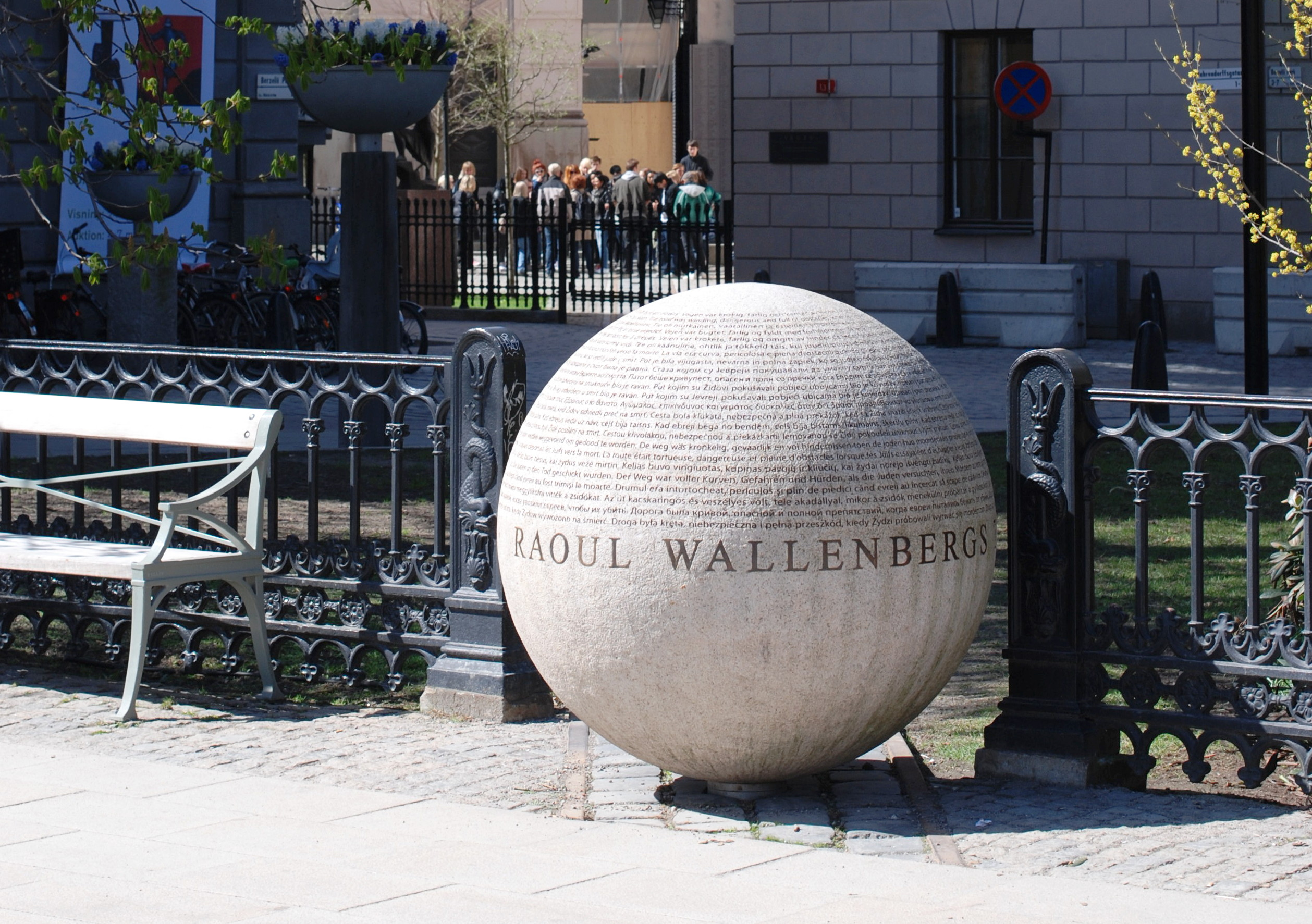
Le mémorial Vägen de Aleksander Wolodarski et Gabriel Herdevall
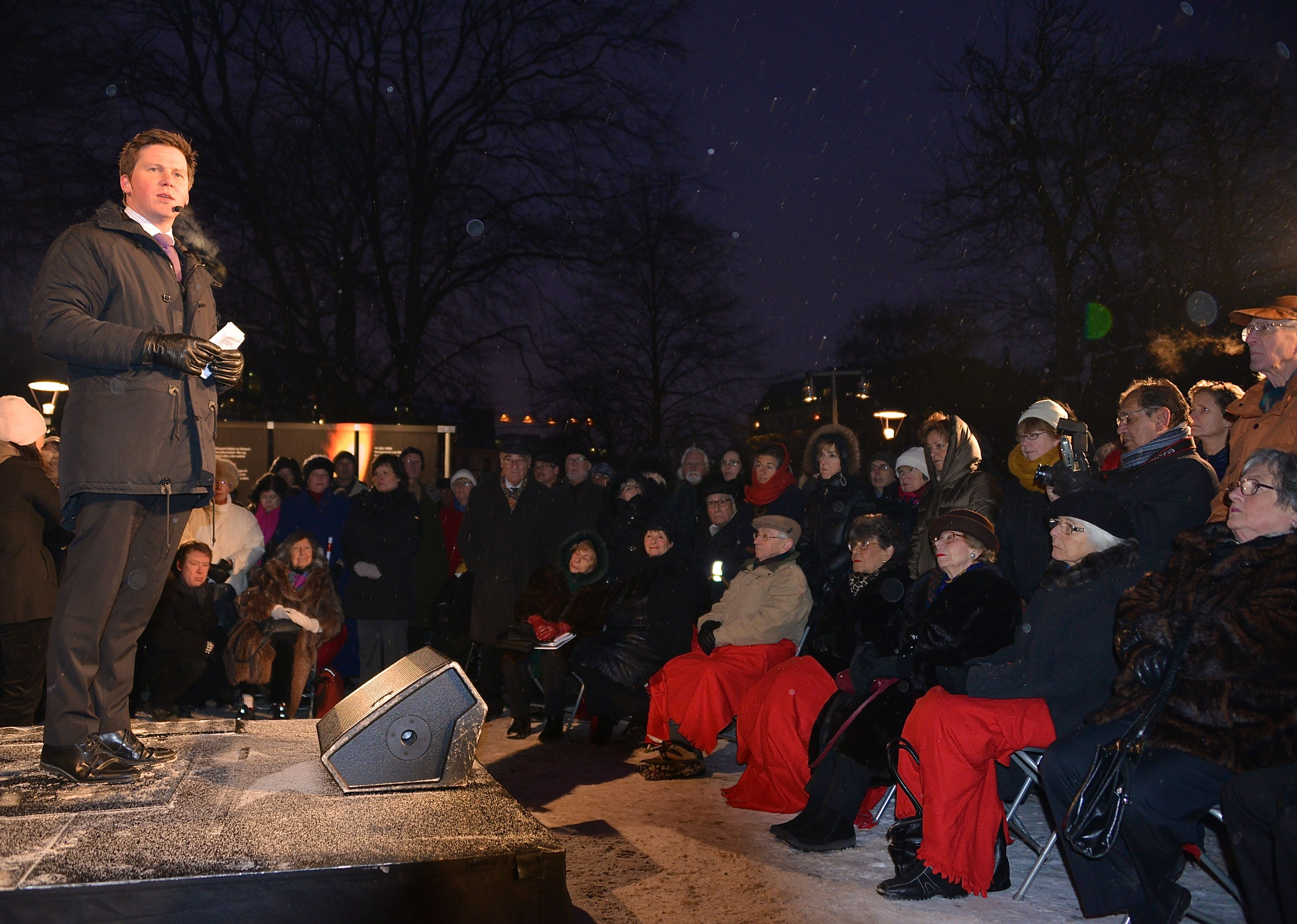
Le ministre Erik Ullenhag parle aux survivants lors de la Journée de l'Holocauste  le 27 janvier 2013.